# Myriophyllum pinnatum
Myriophyllum pinnatum är en slingeväxtart som först beskrevs av Thomas Walter, och fick sitt nu gällande namn av B.S.P.. Myriophyllum pinnatum ingår i släktet slingor, och familjen slingeväxter. Inga underarter finns listade i Catalogue of Life.